# Ото Шеф
Ото Шеф (рођен Сохачевски, Берлин, 12. децембар 1889 — Марија Ензерсдорф, 26. октобар 1956) био је аустријски пливач слободним стилом, ватерполиста, адвокат, политичар, спотски радник који је учествовао на Олимпијским међуиграма 1906. у Атини, Олимпјским играма 1908. у Лондону и 1912. у Стокхомлму. Син је књижевника Хајнриха Сохачевског (који је писао под псеудонимом Виктор Фалк).
Као 15-то годишњак Шеф је 1905. послат од стране Аустријске опливачке федерације на Светско првенство у Паризу, где је направио сензацију као трећепласирани на 340 метара. Овим успехом квалификовао се за учешће на Олимпијским међуиграма 1906. у Атини. Освојио је злато на 400 метараи бронзу на 1 миљу. Године 1907. освојио је Светски куп. Следеће године на Олимпјским играма у Лондон освојио је бронзану медаљу у 400 м. На немачким првенства победио је два пута у трци на 1.500 метара слободно 1908. и 1909.
После завршетка спортске каријере Штеф је радио као адвокат у Бечу, био је члан Националног савета (1945—1953) и потпредседник Аустријског олимпијскиг комитета. Године 1988. је примљен у Након што је његова каријера атлетски Сцхефф је радио као адвокат у Бечу, био је члан Националног савета (1945-1953 за ОВП) и потпредседник аустријске олимпијског комитета. Године 1988. је примљен у Међународну кућу славних водених спортова.
Његова ћерка Гертрауд Шеф такође је био успешан пливач и било је предиђено да учествује на Летњим олимпијским играма 1940. у Токију, које су због Другог кинеско-јапански рата 1937, најпре пребачене за Хелсинки, а затом трајно отказане након избијања Другог свјетског рата.